# اسفنکتر
اسفنکتر (به انگلیسی :Sphincter) یا بنداره یک عضله دایره‌ای‌شکل است که به‌طور معمول، انقباض مجاری و منافذ طبیعی بدن و در صورت نیاز، باز یا بسته شدن مجرا یا منفذ را کنترل می‌کند. اسفنکتر در بسیاری از جانوران یافت می‌شود. بیش از ۶۰ نوع اسفنکتر در بدن انسان وجود دارد که برخی از آن‌ها اندازه‌ای بزرگ و برخی نیز اندازه‌های کوچک یا میکروسکوپی دارند. اسفنکترها پس از مرگ جانور، شُل می‌شوند و با باز شدن منافذ خروجی بدن، ممکن است مایعات و مواد دفعی به خارج از بدن ریخته شوند.

## عملکرد
اسفنکترها، عبور مایعات، جامدات و گازها را کنترل می‌کنند. به‌عنوان مثال، این منافذ در سوراخ‌های تنفسی تعداد زیادی از پستانداران دریایی قابل مشاهده هستند.
اسفنکترهای زیادی همواره در روند طبیعی گوارش استفاده می‌شوند. به عنوان مثال، اسفنکتر مری تحتانی (یا اسفنکتر قلبی) که قبل از معده قرار دارد، از فشار و ورود اسید معده و سایر محتویات آن به داخل مری جلوگیری می‌کند. انقباض در اثر کوتاه و فشرده شدن عضلهٔ اسفنکتر ایجاد می‌شود و مجرا بسته می‌شود. آرامش و شُل شدن عضلهٔ اسفنکتر نیز باعث طویل شدن عضله و باز شدن مجرا می‌شود.

## انواع
اسفنکترها می‌توانند به‌طور ارادی یا غیرارادی کنترل شوند:
- اسفنکترهای ارادی توسط دستگاه عصبی پیکری کنترل و تنظیم می‌شوند.
- اسفنکترهای غیرارادی توسط دستگاه عصبی خودمختار کنترل می‌شوند.

اسفنکترها را می‌توان به اسفنکترهای عملکردی و آناتومیک نیز طبقه‌بندی کرد.

## مثال‌ها

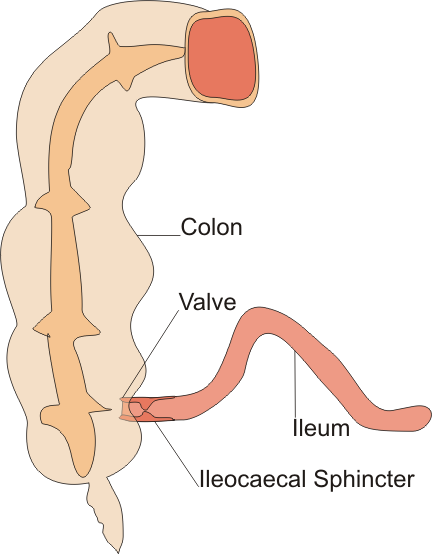
نمودار دریچه دراز-کورروده‌ای و اسفنکتر

- اسفنکتر کاردیا (انتهای مری) بنداره صاف و غیرارادی است.
- غیر از بنداره ابتدای مری و بنداره ی خارجی مخرج که ارادی هستند دیگر بنداره ها غیر ارادی هستند.
- اسفنکتر مردمک یا ماهیچه تنگ‌کننده عنبیه، مربوط به عنبیه در چشم انسان است.
- ماهیچه حلقوی چشم، عضله‌ای در اطراف چشم انسان است.
- اسفنکترهای فوقانی مری
- اسفنکتر تحتانی مری یا اسفنکتر قلبی، در قسمت بالایی معده قرار دارد. این اسفنکتر از حرکت اسید معده به سمت بالا و داخل مری جلوگیری می‌کند.
- اسفنکتر پیلوریک، در انتهای پایین معده به سمت لوزالمعده و روده‌ها
- دریچه دراز-کورروده‌ای یا اسفنکتر ایلئوسکال در محل اتصال روده باریک (ایلئوم) و روده بزرگ، که عملکرد آن برای محدود کردن ریفلاکس و بازگشت محتوای روده بزرگ به داخل ایلئوم است.
- اسفنکتر اودی یا اسفنکتر گلایسون، کنترل‌کننده ترشحات از کبد، لوزالمعده و کیسه صفرا به دوازدهه است.
- اسفنکتر مجرای ادرار کنترل خروج ادرار از بدن را به عهده دارد.
- در مقعد انسان، دو اسفنکتر وجود دارد که خروج مدفوع از بدن را کنترل می‌کنند. اسفنکتر مقعد داخلی که غیرارادی عمل می‌کند و اسفنکتر بیرونی مقعد که اختیاری و ارادی است.
- اسفنکتر پیش‌مویرگی (Precapillary sphincters) برای کنترل جریان خون در هر مویرگ در پاسخ به فعالیت متابولیک محل و موقعیت خود، عمل می‌کند.[۲]